# Stichopodidae
Stichopodidae — семейство голотурий отряда Synallactida. Крупные голотурии, их тела часто угловатые в сечении. Оральная поверхность плоская и покрыта многочисленными ножками, выстроенными в три более или менее четких ряда. Покровы толстые, часто покрыты сосочками и другими бугорками. Двадцать коротких ротовых щупалец, хорошо защищенных толстой складкой кожи используются для захвата осадка и проглатывания, поэтому Stichopodidae встречаются в основном на песчаных и илистых грунтах.
Это семейство отличается от других семейств своего отряда двумя пучками гонад, расположенными по обе стороны дорсальной брыжейки. Известковые спикулы имеют форму башен, разветвленных стержней, псевдокнопок, с многочисленными С- или S-образными телами (иногда без них). У этих голотурий также никогда не бывает кювьеровых трубок.
Встречаются во всех океанах от тропических до полярных вод.

## Виды
На февраль 2025 года в семейство включают 10 родов:
- Apostichopus Liao, 1980
- Astichopus Clark, 1922
- Australostichopus Levin in Moraes, Norhcote, Kalinin, Avilov, Silchenko & Dmitrenok, 2004
- Eostichopus Cutress & Miller, 1982
- Isostichopus Deichmann, 1958
- Neostichopus Deichmann, 1948
- Notostichopus Woo, Kajihara, Byrne & Fujita, 2019
- Parastichopus Clark, 1922
- Stichopus Brandt, 1835
- Thelenota Brandt, 1835

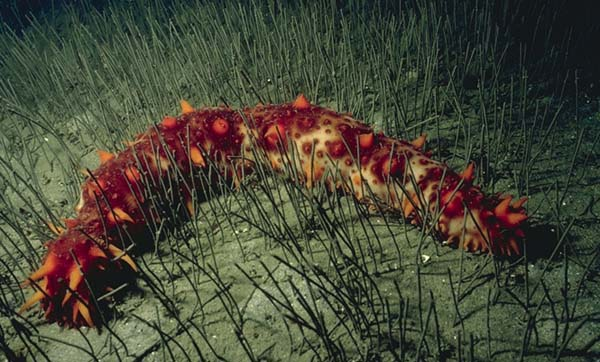
Apostichopus californicus
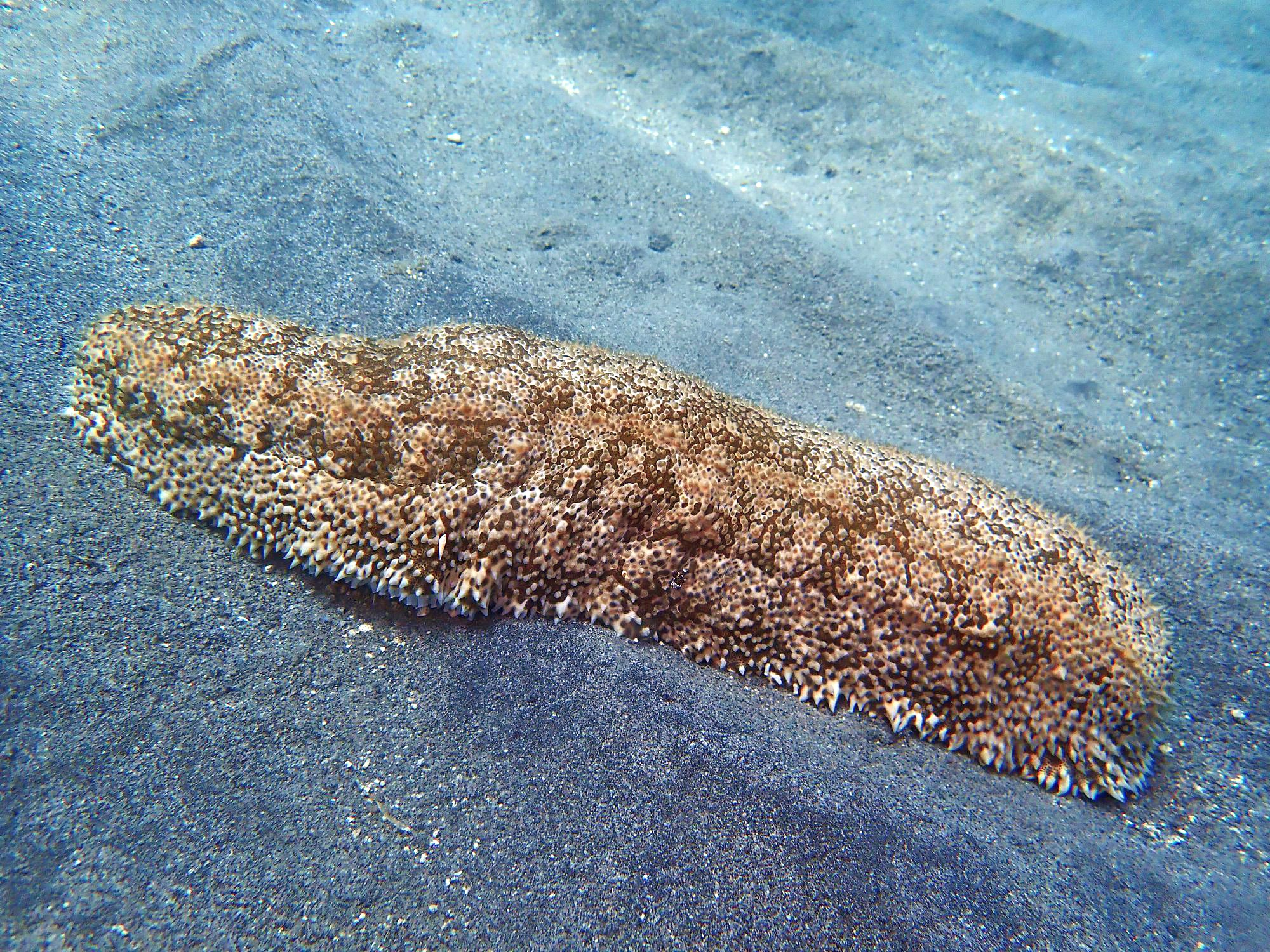
Astichopus multifidus
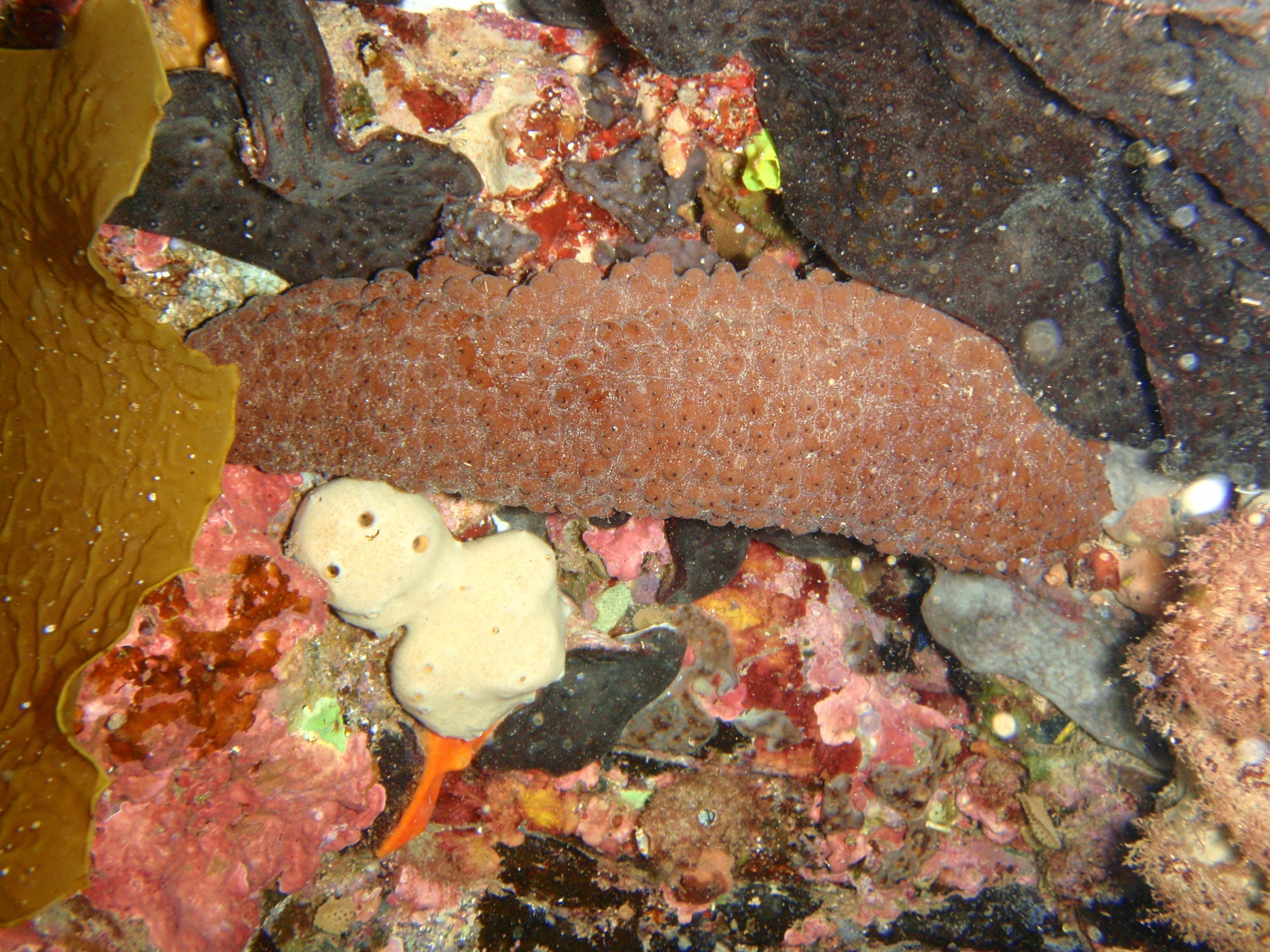
Australostichopus mollis
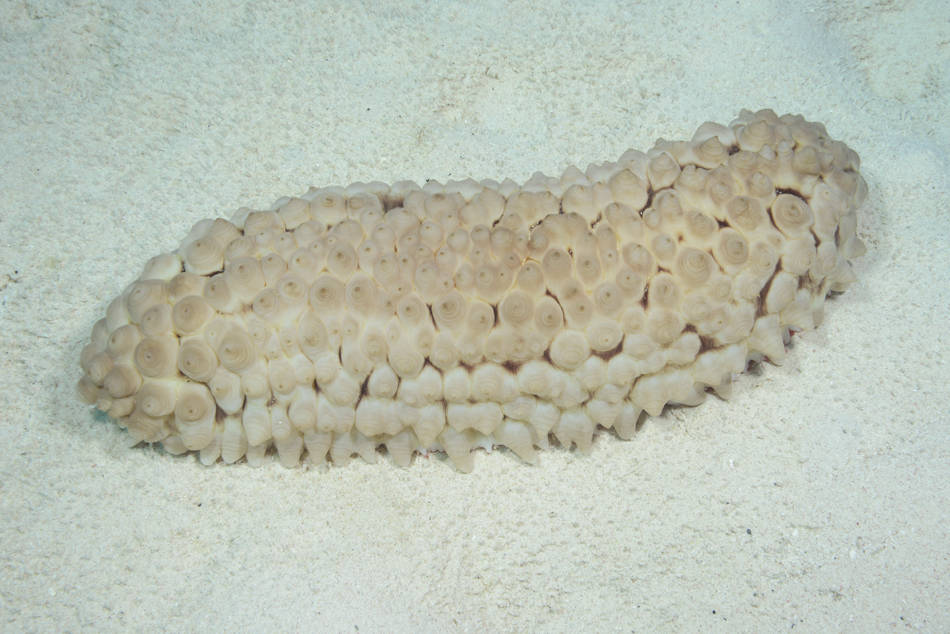
Eostichopus arnesoni
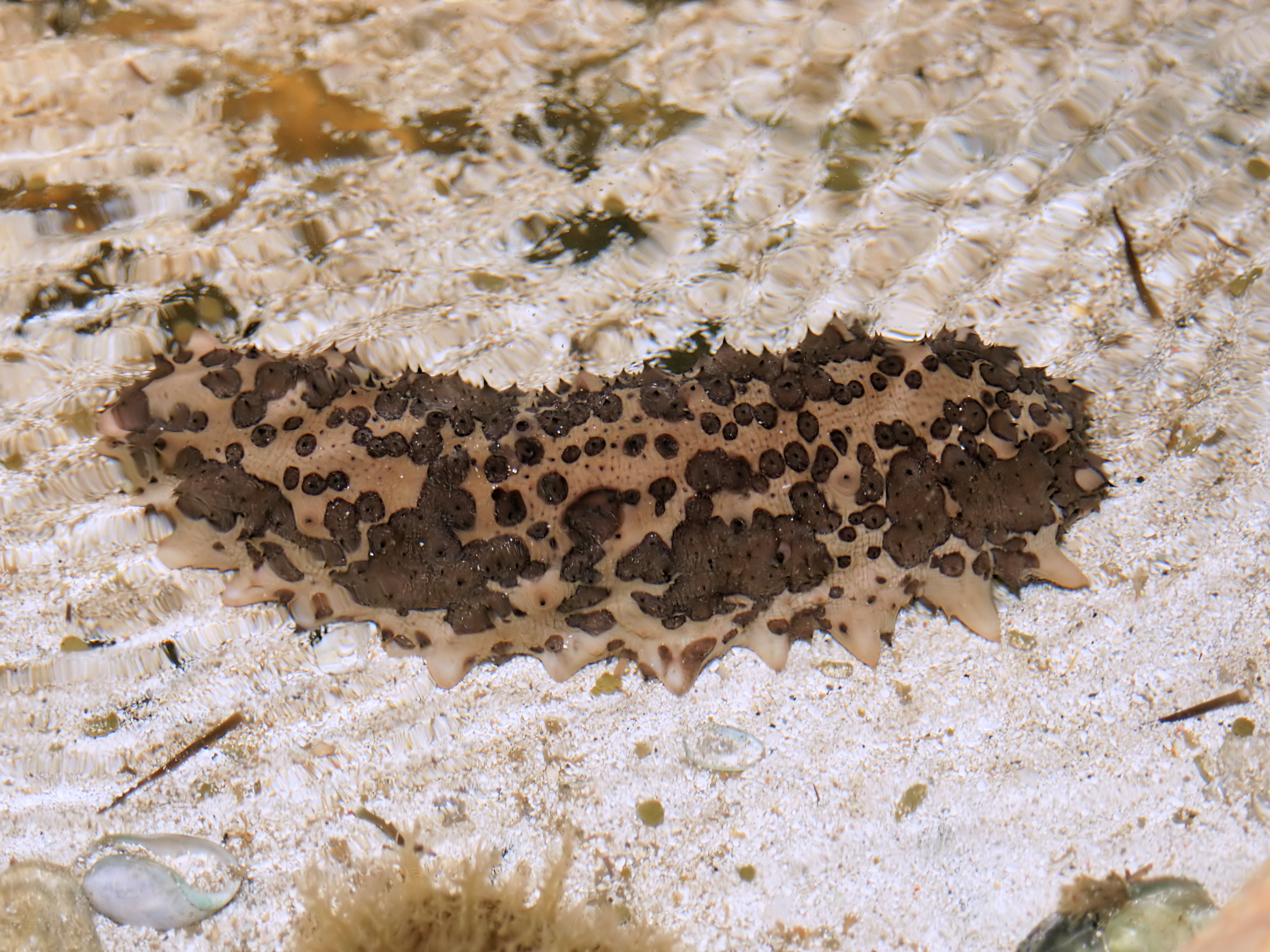
Isostichopus badionotus
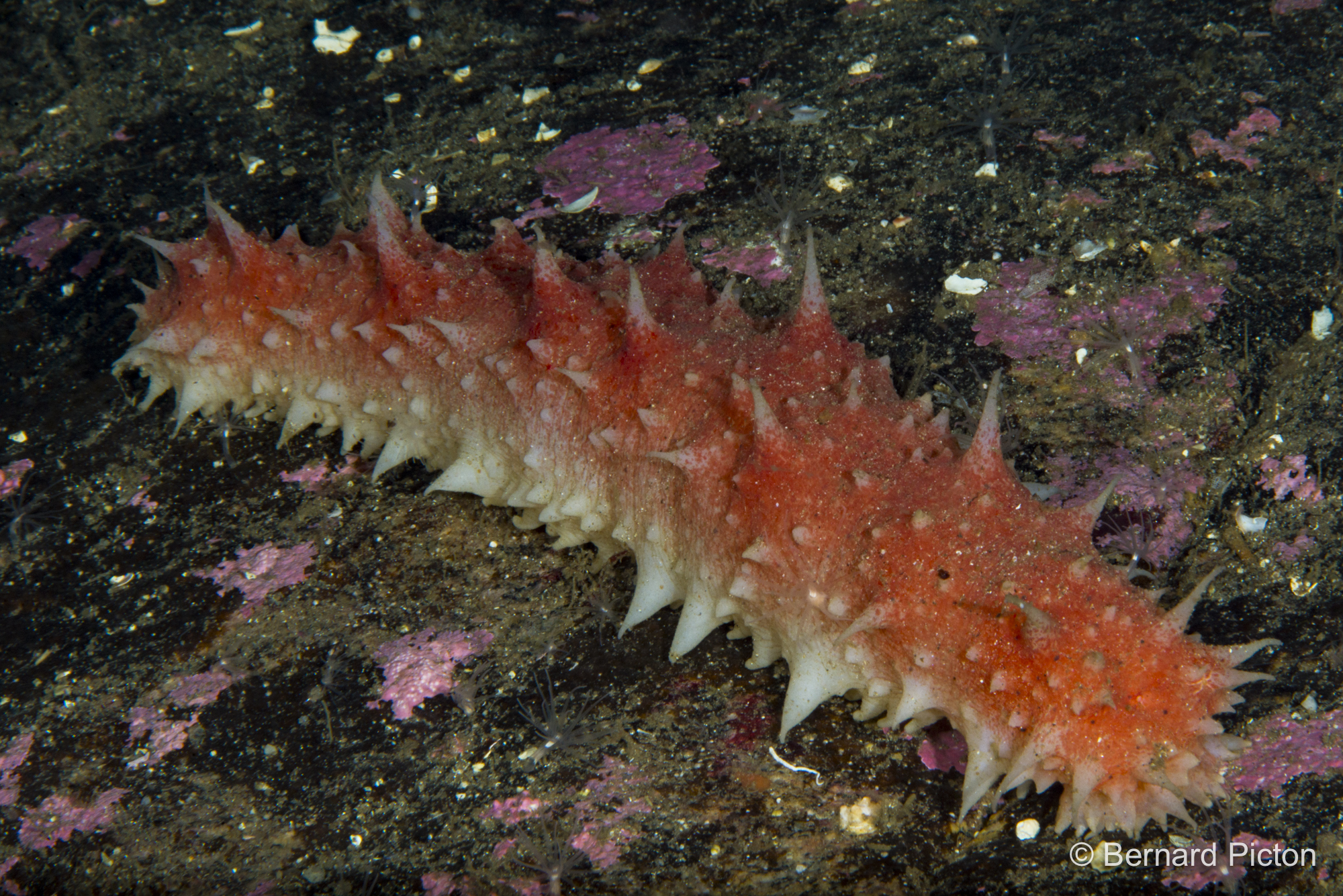
Parastichopus tremulus
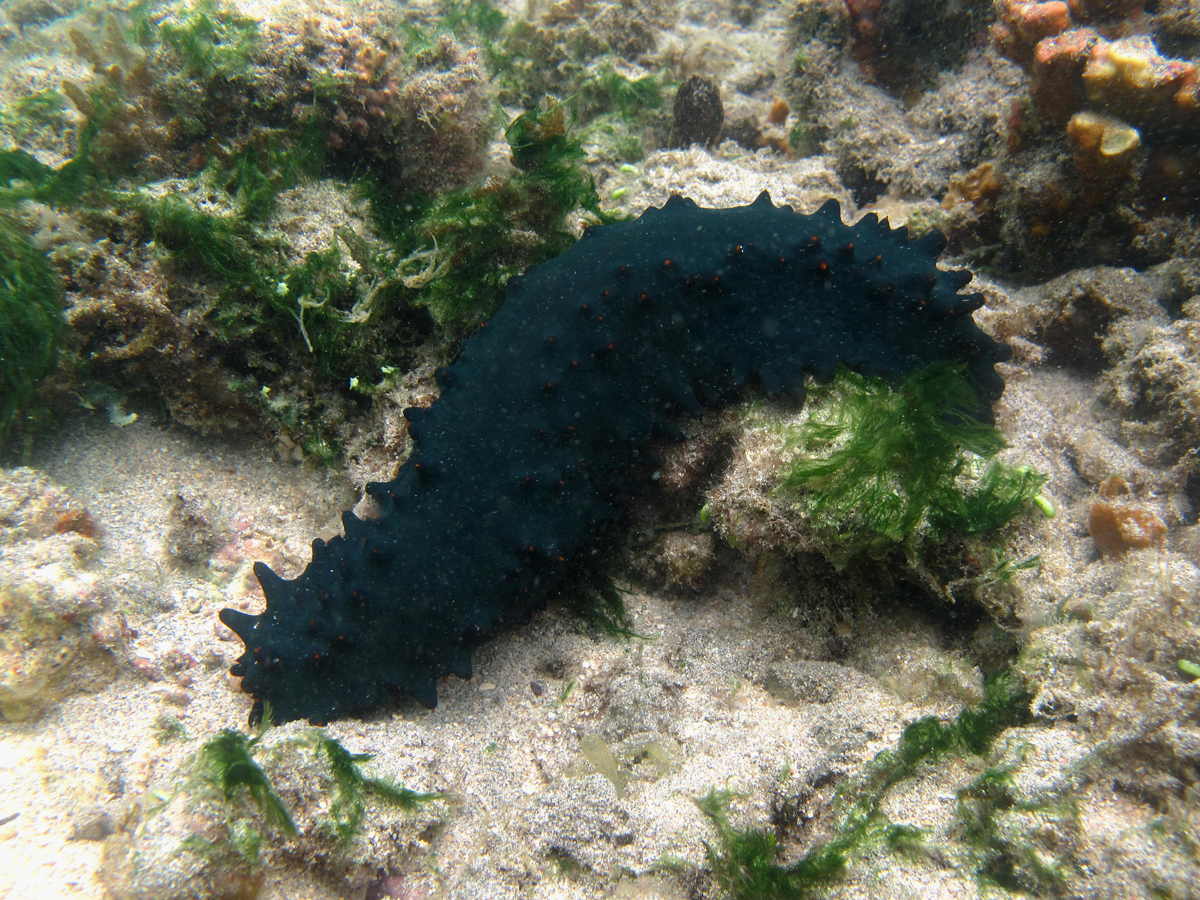
Stichopus chloronotus
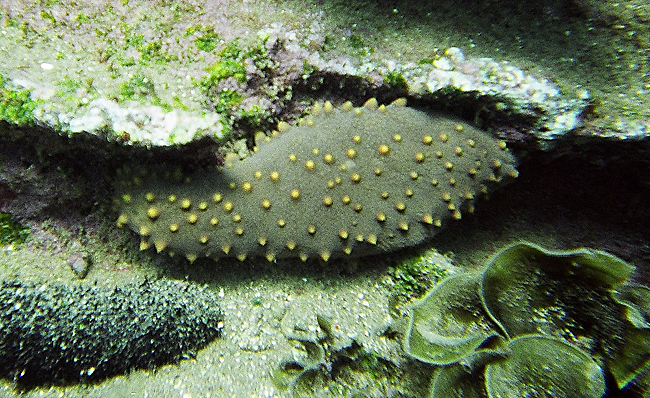
Isostichopus fuscus
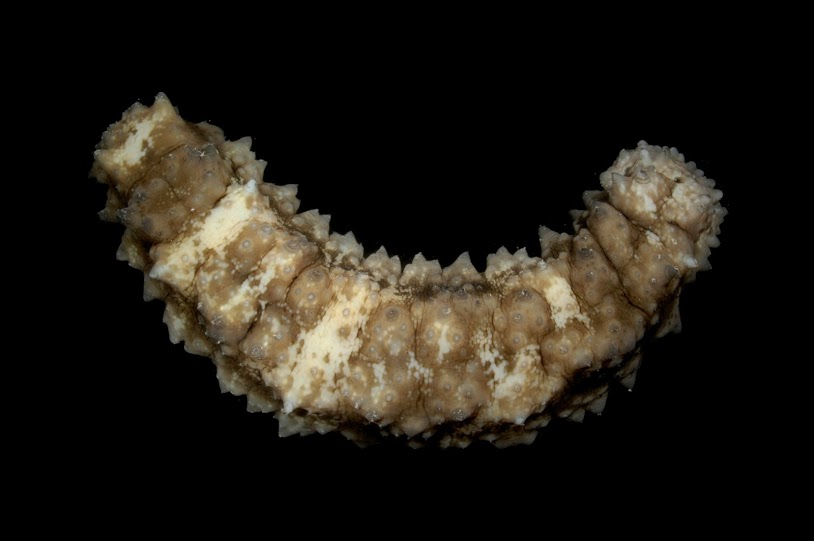
Stichopus horrens
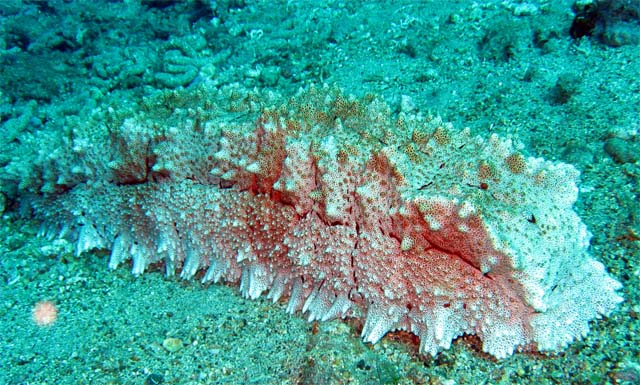
Thelenota anax